# Cordes-Tolosannes
Cordes-Tolosannes település Franciaországban, Tarn-et-Garonne megyében. Lakosainak száma 359 fő (2022. január 1.). Cordes-Tolosannes Castelsarrasin, Bourret, Castelferrus, Escatalens, Garganvillar, Labourgade, Lafitte, Montaïn és Saint-Porquier községekkel határos.

## Népesség
A település népességének változása:
| Lakosok száma | 336  | 354  | 360  | 353  | 352  | 354  | 357  | 361  | 359  |
|               | 2013 | 2015 | 2016 | 2017 | 2018 | 2019 | 2020 | 2021 | 2022 |